# Microsoft Encarta
Encarta ou MSN Encarta (oficialmente Microsoft Encarta) foi uma enciclopédia digital multimédia, pertencente à Microsoft, criada em 1993. A partir de 2003, passou a ser apresentada em DVD e, em 2005, a Microsoft anunciou que seu conteúdo se tornaria editável pelos usuários que pagassem U$ 4,95 ao mês.
A Microsoft criou versões similares em idiomas como o alemão, o francês, o espanhol, o neerlandês, o italiano, o japonês e o português. Versões locais poderiam conter conteúdo licenciado de fontes nacionais e poderiam conter mais ou menos conteúdo que a versão completa em inglês.
A edição completa em inglês (Encarta Premium) de 2005 contém mais de 68.000 artigos e grande quantidade de imagens, vídeos e ferramentas. Muitos artigos podiam ser vistos online de graça por um serviço mantido por patrocínio.
Foi lançado também um usuário de MSN messenger para responder questões instantaneamente. Tratava-se do Encarta Instant Answers, criado para estar online a qualquer tempo e responder a dúvidas em inglês, após ser adicionado pelo encarta@botmetro.net.
A última Encarta lançada em português foi a edição de 2002. Desde então, a Microsoft só lançou a versão em inglês.

Em 31 de março de 2009, a Microsoft anunciou que os sites da MSN Encarta Web de todo o mundo, não estariam mais disponíveis a partir de 31 de outubro de 2009, exceto o da Encarta Japão, que seria descontinuado em 31 de dezembro. Além disso, a venda do Microsoft Student e a de todas as edições do programa Encarta Premium seriam interrompidas em junho de 2009.